# Mula Sa Puso (2011)
Mula Sa Puso é uma telenovela filipina produzida e exibida pela ABS-CBN, cuja transmissão ocorreu em 2011. É um remake da telenovela original do mesmo nome.

## Elenco
- Lauren Young - Olivia "Via" Pereira/Angelica[1]
- JM De Guzman - Gabriel Maglayon
- Enrique Gil - Michael Miranda[2]
- Dawn Zulueta - Magdalena "Magda" Trinidad-Pereira[3]
- Eula Valdez - Selina Pereira-Matias
- Ariel Rivera - Don Fernando Pereira[4]